# Mujdei

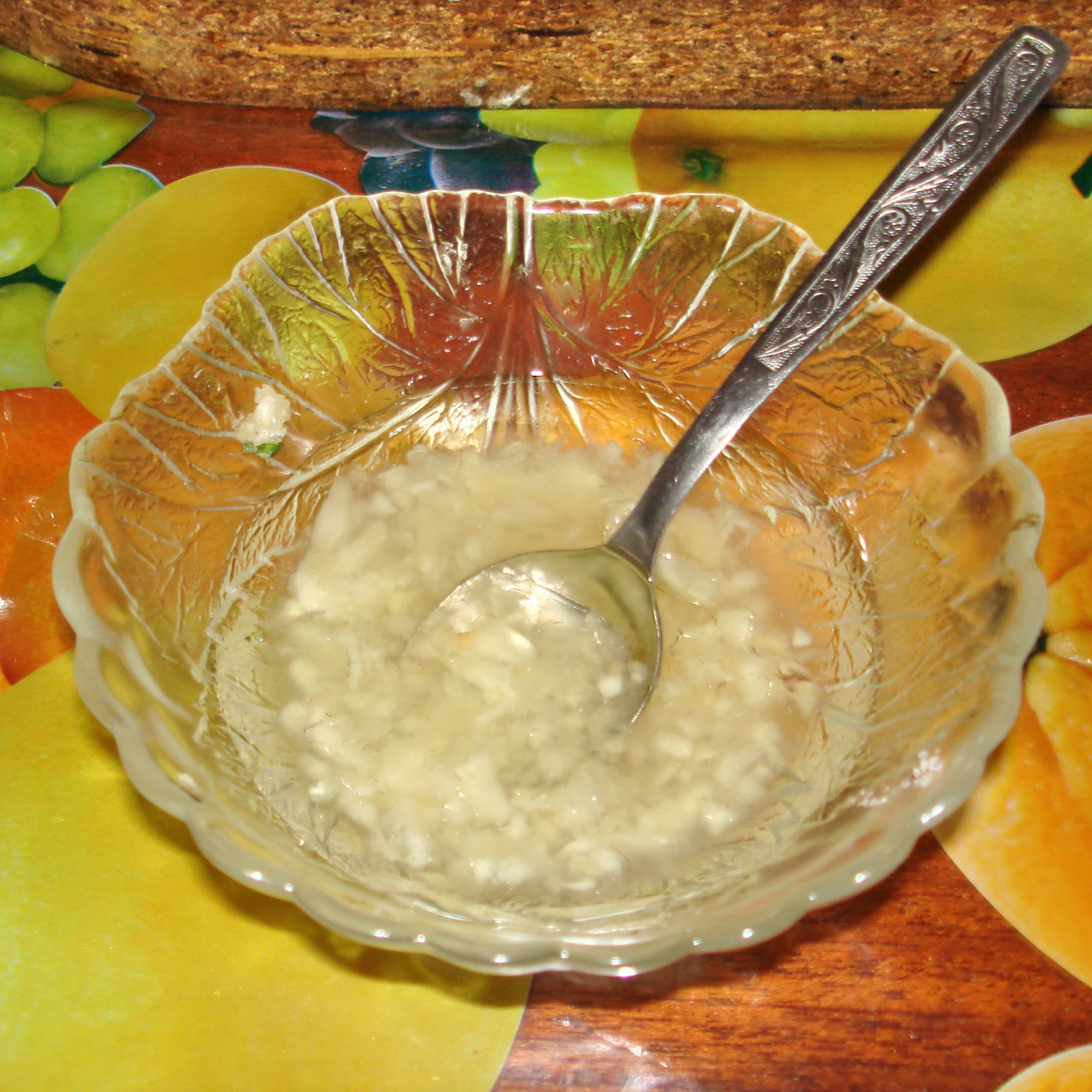
Mujdei.

Le mujdei (prononciation roumaine : [muʒdej]) est une sauce épicée roumaine et moldave, composée de gousses d'ail concassé et broyé en une pâte, salées et mélangées énergiquement avec de l'huile végétale, souvent d'eau et huile de tournesol[pas clair], ou encore avec de l'eau. Le résultat est une sauce blanche avec une saveur très forte d'ail, variant de consistance d'une pâte épaisse à une sauce très liquide.

## Étymologie
Le mot roumain mujdei est une déformation du français « mousse d'ail »,[Information douteuse] hérité de l'époque où les boyards moldaves et valaques avaient des cuisiniers, des majordomes et des précepteurs français (parmi d'autres mots comme damigeană, cordon bleu, savarină ou turnedou).

## Consommation
Il est servi avec une variété de plats, y compris le poisson frit, le poulet frit ou grillé ou la viande de porc, et même avec les pommes de terre frites.